# Tuhe (sockenhuvudort i Kina, Jiangsu Sheng, lat 34,33, long 119,55)
Tuhe är en sockenhuvudort i Kina. Den ligger i provinsen Jiangsu, i den östra delen av landet, omkring 260 kilometer norr om provinshuvudstaden Nanjing. Antalet invånare är 40 911. Befolkningen består av 20 698 kvinnor och 20 213 män. Barn under 15 år utgör 23,0 %, vuxna 15-64 år 67 %, och äldre över 65 år 9,0 %.
Runt Tuhe är det tätbefolkat, med 493 invånare per kvadratkilometer. Närmaste större samhälle är Sankou, 17,7 km söder om Tuhe. Trakten runt Tuhe består till största delen av jordbruksmark.
Genomsnittlig årsnederbörd är 1 055 millimeter. Den regnigaste månaden är juli, med i genomsnitt 294 mm nederbörd, och den torraste är januari, med 14 mm nederbörd.